# Eulecanium ulmicola
Eulecanium ulmicola är en insektsart som beskrevs av Zhang, Z.Y. 1993. Eulecanium ulmicola ingår i släktet Eulecanium och familjen skålsköldlöss. Inga underarter finns listade i Catalogue of Life.